# Live (album av Candlemass)
Live är ett livealbum av det svenska doom metal-bandet Candlemass, inspelat på Fryshuset i Stockholm 1990. Det släpptes den 9 juni 1990.

## Låtlista
1. Well of Souls
2. Dark are the Veils of Death
3. Bewitched
4. Solitude
5. Dark Reflections
6. Under the Oak
7. Demons Gate
8. Bells of Acheron
9. Through the Infinitive Halls of Death
10. Samarithan
11. Mirror Mirror
12. At the Gallows End
13. A Sorcerers Pledge

### Amerikansk version, 1990
1. Well of Souls
2. Dark are the Veils of Death
3. Bewitched
4. Solitude
5. Dark Reflections
6. Under the Oak
7. Demons Gate
8. Through the Infinitive Halls of Death
9. Samarithan
10. Mirror Mirror
11. At the Gallows End
12. A Sorcerers Pledge